# Cangas de Onís (kommun)
Cangas de Onís är en kommun i Spanien. Den ligger i den autonoma regionen Asturien i nordvästra delen av landet, 300 km norr om huvudstaden Madrid. Antalet invånare är 6 316 (2024).